# Múscul estriat
El múscul estriat o el teixit muscular estriat (en anglès:Striated muscle tissue) és una forma de fibra muscular que es combinen dins de fibres paral·leles. Més específicament es pot referir al múscul cardíac (cardíac es refereix al cor) i al múscul esquelètic. En la pràctica, el terme múscul estriat de vegades es refereix només exclusivament al múscul esquelètic distingint-lo del múscul llis. Tanmateix, diferents diccionaris mèdics informen de diferents usos dels termes. Múscul cardíac és un tipus de múscul diferent, però quasi té la mateixa estructura que el múscul esquelètic.